# Jistebnice
Jistebnice é uma cidade checa localizada na região da Boêmia do Sul, distrito de Tábor.